# Alexandre De Maria
Alexandre De Maria również znany jako Alejandro Demaria (ur. 19 czerwca 1904 w Votorantim, zm. 17 marca 1968 w Santosie) – brazylijski piłkarz grający na pozycji napastnika.

## Kariera klubowa
Alexandre De Maria karierę zaczął w São Paulo w klubie Independência w latach dwudziestych. W roku 1928 przeszedł do lokalnego rywala Corinthians Paulista. W Corinthians zadebiutował 28 lipca 1928 w zremisowanym 2-2 meczu z Ameriką Rio de Janeiro. W Corinthians występował do 1931 roku, zdobywając w tym czasie trzykrotnie mistrzostwo stanu São Paulo – Campeonato Paulista w 1928, 1929 i 1930 roku. W 1931 roku zdecydował się na wyjazd do Włoch, do klubu S.S. Lazio. W Lazio zadebiutował 20 września 1931 roku w wygranym 3-1 meczu z Torino FC. W Lazio występował do 1935 roku i przez trzy sezony był drugim strzelcem w drużynie, zdobywając w kolejnych sezonach 10, 7 i 8 bramek. Po przyjściu do Lazio Silvio Pioli, rola Alexandre De Marii w drużynie zmalała, gdyż w ostatnim sezonie zdobył tylko 4 bramki. Łącznie przez 4 lata gry w Lazio De Maria wystąpił w 103 meczach i strzelił 29 bramek.

## Kariera reprezentacyjna
W reprezentacji Brazylii Alexandre De Maria zadebiutował 24 czerwca 1928 roku w meczu ze szkockim klubem Motherwell FC i zdobył w tym meczu bramkę. Drugi i ostatni raz w reprezentacji zagrał 2 lipca 1931 roku w meczu z węgierskim klubem Ferencvárosi TC, w którym zdobył bramkę. Nigdy nie wystąpił w meczu międzypaństwowym reprezentacji Brazylii. Podczas gry w Lazio De Maria był bliski debiutu w reprezentacji Włoch, jednakże zagrał jedynie w reprezentacji B.